# Soprintendenze per i beni archeologici dell'Emilia Romagna

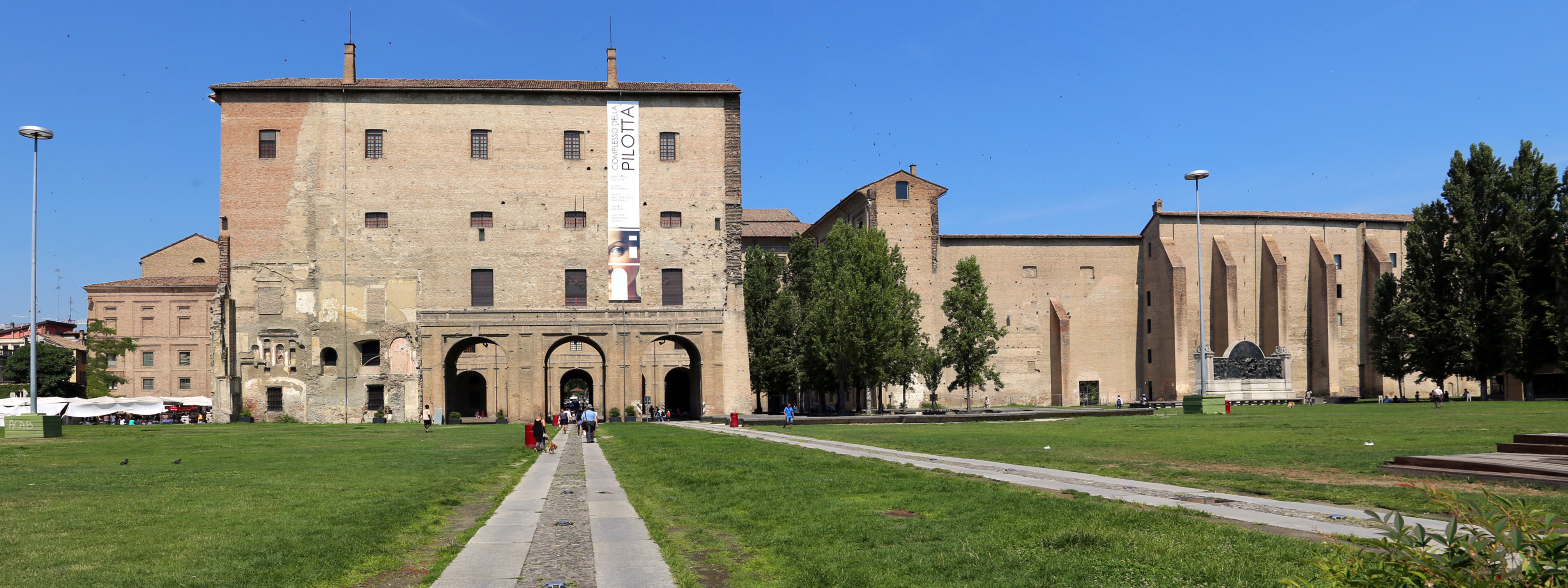
La sede della Soprintendenza per i Beni Architettonici e Paesaggistici per le Province di Parma e Piacenza a Palazzo della Pilotta, a Parma.

Le Soprintendenze per i beni archeologici dell'Emilia-Romagna sono un insieme di enti pubblici – organi periferici del Ministero della cultura – che si occupano della tutela dei beni archeologici, storico-artistici, architettonici, paesaggistici e archivistici presenti sul territorio della regione Emilia-Romagna. Si tratta di sette Soprintendenze, attive fin dai primi anni del Novecento, che a partire dal 2004 sono coordinati dalla Direzione Regionale per i Beni Culturali e Paesaggistici dell’Emilia-Romagna.

## Storia
A cavallo tra il XVIII e il XIX secolo, in piena età napoleonica, gli stati preunitari dell'Emilia-Romagna ricevettero grandi quantità di opere d'arte pubbliche e private, a causa delle soppressioni di chiese, conventi, ordini religiosi, titoli nobiliari e relativi feudi.
Con la successiva Unità d'Italia, fin dal 1861, il neonato Regno avviò l'organizzazione di strutture ministeriali periferiche per la tutela e la conservazione del patrimonio storico e artistico, emanando al contempo specifiche normative al riguardo. Tuttavia, fin dagli esordi gli Uffici periferici si trovarono difficoltà ad adempiere ai loro compiti, a causa di normative incerte sulla catalogazione e conservazione di monumenti e opere, insufficienti risorse economiche, scarsi organici e forti difficoltà negli spostamenti dei funzionari. I problemi erano particolarmente evidenti nella sede di Bologna, che doveva operare sul vasto territorio emiliano-romagnolo assegnatole, il che portò nel 1897 al distacco della Provincia di Ravenna dall'Ufficio regionale di Bologna, in segno di protesta per il degrado in cui versavano i monumenti, e la costituzione della Soprintendenza ai Monumenti di Ravenna, prima Soprintendenza d'Italia. Nel 1905 la stessa Soprintendenza applicò il primo progetto di tutela paesaggistica alla Pineta di Ravenna, alla quale l'allora Ministro dell'Agricoltura Luigi Rava riconobbe ufficialmente lo status di “monumento nazionale” per il suo valore storico e il suo legame con l’arte e la letteratura del luogo. Nel 1907 lo stesso Luigi Rava, divenuto Ministro dell'Istruzione, istituì in modo stabile le Soprintendenze su tutto il territorio nazionale, assegnando loro territori limitati e culturalmente omogenei.
In Emilia-Romagna, nel 1910 la Soprintendenza di Ravenna si vide assegnati i territori delle province di Ravenna, Forlì e Ferrara, mentre la Soprintendenza di Bologna venne incaricata di gestire le province di Bologna, Modena, Reggio Emilia, Parma e Piacenza. Nuove modifiche nazionali all'estensione territoriale e alle competenze delle Soprintendenze coinvolsero anche il territorio emiliano-romagnolo negli anni 1920, 1930, 1960 e 1970, fino ad arrivare all'assetto attuale determinato dal Codice dei beni culturali e del paesaggio del 2004.

## Compiti
Le Soprintendenze sono oggi organi periferici del Ministero della cultura, ed esercitano sull'intero territorio regionale una serie di attività di tutela, conservazione e valorizzazione dei beni immobili o mobili di interesse artistico, storico, archeologico, demo-etno-antropologico, architettonico e paesaggistico appartenenti a enti pubblici o istituti legalmente riconosciuti. Tali attività possono estendersi anche ai beni appartenenti a privati, se dichiarati di interesse particolarmente importante. In questo caso è tuttavia necessario notificare l'interesse ai proprietari stessi per via amministrativa, tramite decreto ministeriale o decreto legislativo.

## Soprintendenze
Le 7 Soprintendenze emiliano-romagnole sono così suddivise:
| Nome dell'ente | Sede                            | Territorio di attività                                                                  |
| --- | ------------------------------- | --------------------------------------------------------------------------------------- |
| Soprintendenza per i Beni Architettonici e Paesaggistici per le Province di Bologna, Modena e Reggio Emilia                          | Palazzo Ancarano (Bologna)      | Emilia centrale (Città metropolitana di Bologna, Modena, Reggio Emilia) e Ferrara.      |
| Soprintendenza per i Beni Architettonici e Paesaggistici per le Province di Ravenna, Ferrara, Forlì-Cesena e Rimini                  | Museo nazionale di Ravenna      | Porzione di Romagna appartenente alla regione.                                          |
| Soprintendenza per i Beni Architettonici e Paesaggistici per le Province di Parma e Piacenza                                         | Palazzo della Pilotta (Parma)   | Emilia occidentale (Parma, Piacenza).                                                   |
| Soprintendenza per i Beni Storici Artistici ed Etnoantropologici per le Province di Bologna, Ferrara, Forlì-Cesena, Ravenna e Rimini | Pinacoteca nazionale di Bologna | Città metropolitana di Bologna, Ferrara, Porzione di Romagna appartenente alla regione. |
| Soprintendenza per i Beni Storici Artistici ed Etnoantropologici per le Province di Bologna, Modena e Reggio Emilia                  | Palazzo Ancarano (Bologna)      | Emilia centrale (Città metropolitana di Bologna, Modena, Reggio Emilia).                |
| Soprintendenza per i Beni Storici Artistici ed Etnoantropologici per le Province di Parma e Piacenza                                 | Palazzo della Pilotta (Parma)   | Emilia occidentale (Parma, Piacenza).                                                   |
| Soprintendenza Archivistica per l’Emilia-Romagna                                                                                     | Archivio di Stato di Bologna    | Regione Emilia-Romagna.                                                                 |